# Ivan Rilski
Ivan Rilski (Иван Рилски), Ivan av Rila, född 876, död 946, är Bulgariens nationalhelgon och grundaren av Rilaklostret. Han är idag det bulgariska folkets beskyddare och ett av de viktigaste helgonen i den bulgariska ortodoxa kyrkan.
Han var ursprungligen en herde men blev präst vid 25 års ålder. Senare isolerade han sig, bland annat i Rilabergen där han bodde i grottor och ägnade sig åt att be. Ivan Rilski blev berömd för att han utförde många mirakel för hjälpsökande och då allt fler började slå sig ner i ett läger kring hans bostad ledde det till grundandet av Rilaklostret.

## Relikerna
Efter Ivans Rilskis död fördes hans reliker till Sofia men när Béla III erövrade Sofia 1183 kom de att förvaras fyra år i Esztergom. År 1194 beordrade Ivan Asen I att de skulle flyttas till hans huvudstad Veliko Tarnovo. När staden erövrades av turkarna 1393 klarade sig relikerna och senare gav sultan Murad II tillstånd att flytta ut relikerna till Rilaklostret.